# Cantó d'Angers-Est
El cantó d'Angers-Est és una antiga divisió administrativa francesa del departament de Maine i Loira, situat al districte d'Angers. Té 3 municipis i el cap es Angers. Va desaparèixer el 2015.

## Municipis
- Angers (part)
- Le Plessis-Grammoire
- Saint-Barthélemy-d'Anjou

## Història
| Data d'elecció                           | Identitat            | Partit                    | Qualitat |
| ---------------------------------------- | -------------------- | ------------------------- | -------- |
| 1973-1988                                | Jean Monnier         | PS, després divers gauche |          |
| 1988-1998                                | Jean-Claude Antonini | PS                        |          |
| 1998-2015                                | Gérard Pilet         | PS                        |          |
| les dades anteriors no són pas conegudes |                      |                           |          |
|                                          |                      |                           |          |

## Demografia
| A partir de 1990: Població sense dobles comptes |